# Real Observatorio de Edimburgo

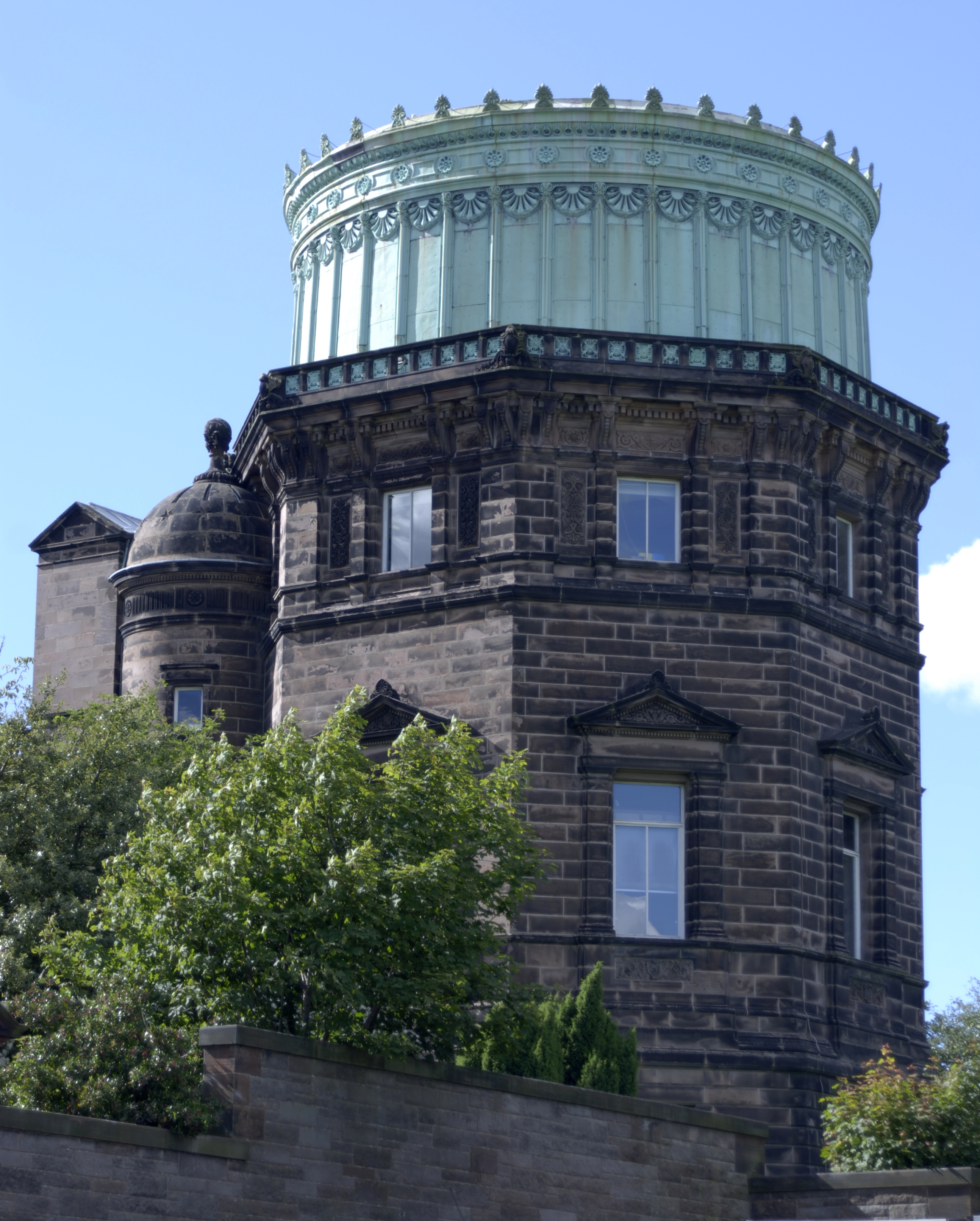
Cúpula Este del Real Observatorio de Edimburgo.

El Real Observatorio de Edimburgo (Royal Observatory of Edinburgh en inglés) es una institución astronómica ubicada en Blackford Hill en Edimburgo, Escocia, Reino Unido. El Observatorio lleva a cabo la investigación astronómica y la enseñanza universitaria, el diseño, gestión de proyectos y construcción de instrumentos y telescopios para observatorios astronómicos, y la formación de docentes en la astronomía y la divulgación al público. Su Biblioteca incluye la colección del conde de Crawford de libros y manuscritos de 1888. Antes de trasladarse al lugar actual en 1896, el Real Observatorio se encontraba en Calton Hill, cerca del centro de Edimburgo, en lo que ahora es conocido como el Observatorio de la ciudad.

## Historia

### Calton Hill
En 1811 los ciudadanos fundadores del Instituto de Astronomía de Edimburgo con John Playfair en la cabeza, iniciaron el proyecto de construcción del observatorio en Calton Hill.
En 1822 durante su visita a Edimburgo el rey Jorge IV del Reino Unido otorgó al observatorio, el título de "Real Observatorio del Rey Jorge". En 1834 gracias a la financiación del gobierno, la construcción del observatorio se pudo terminar. Thomas Henderson fue nombrado el primer Astrónomo Real de Escocia. Los instrumentos principales del nuevo observatorio fueron un telescopio de 16 centímetros y de 9 centímetros.
En 1852 Charles Piazzi Smyth - segundo Astrónomo Real de Escocia - tuvo la idea de la construcción de observatorios astronómicos de alta montaña. Viajó a Tenerife para investigar acerca de ello en El Teide, y las conclusiones extraídas fundaron la base para que 100 años más tarde, los principales observatorios astronómicos se emplazaran en alta montaña.
En 1888 se produjo la renuncia de Piazzi Smyth al frente del Observatorio debido a los graves problemas de financiación que arrastraba la institución. En ese momento, el Gobierno tuvo la intención de cerrar el Observatorio y eliminar el puesto de Astrónomo Real de Escocia.

### Blackford Hill
Cuando el Conde de Crawford se enteró de los planes para cerrar el Observatorio Real, ofreció los instrumentos de su propio observatorio en Dunecht y su biblioteca astronómica a la nación, a condición de que el Gobierno construyera y mantuviera un nuevo Observatorio Real en sustitución del de Calton Hill. Ralph Copeland fue nombrado tercer Astrónomo Real de Escocia y supervisó el traslado de los dos observatorios de Dunecht y Calton Hill a Blackford Hill.
De este modo se dispusieron en Blackford Hill un telescopio refractor de 38 centímetros en la cúpula Este y un telescopio reflector de 60 centímetros situado en la cúpula Oeste. Así mismo, se instaló un instrumento de tránsito de 22 centímetros de circunferencia en un edificio separado un poco más al oeste. 